# العصر الفلكي
العصر الفلكي هو فترة زمنية في علم التنجيم الفلكيإلهيات، حيث ادعى علماء الفلك انه التغيرات الرئيسية في تطور سكان الأرض، خاصة فيما يتعلق بالثقافة، المجتمع والسياسة. هناك اثنا عشر عصر فلكي علم التنجيممقابلة إلى علامات زودويك دائرة البروجالاثنى عشر  في علم الفلك الغربي. المؤيدين للعصر الفلكي يعتقدون انه عندما تكتمل دورة واحدة من العصور الفلكية الاثنى عشر، تبدأ دورة أخرى من العصور الفلكية الاثنى عشر. المدة لدورة واحدة من العصور الفلكية الاثنى عشر هو 25860 سنة. بعض علماء الفلك يعتقدون انه خلال عصر معين بعض الاحداث تتأثر بشكل مباشر أو غير مباشر ب برج فلكي المرتبط بذلك العصر، بينما يعتقد العلماء الاخرون انه العصور الفلكية المختلفة لا تؤثر على الاحداث بأي شكل من الاشكال. علماء الفلك لا يتفقون بشكل دقيق على تواريخ محددة لبداية ونهاية العصور، التواريخ تختلف بفارق مئات السنين.

## جوانب حسابية

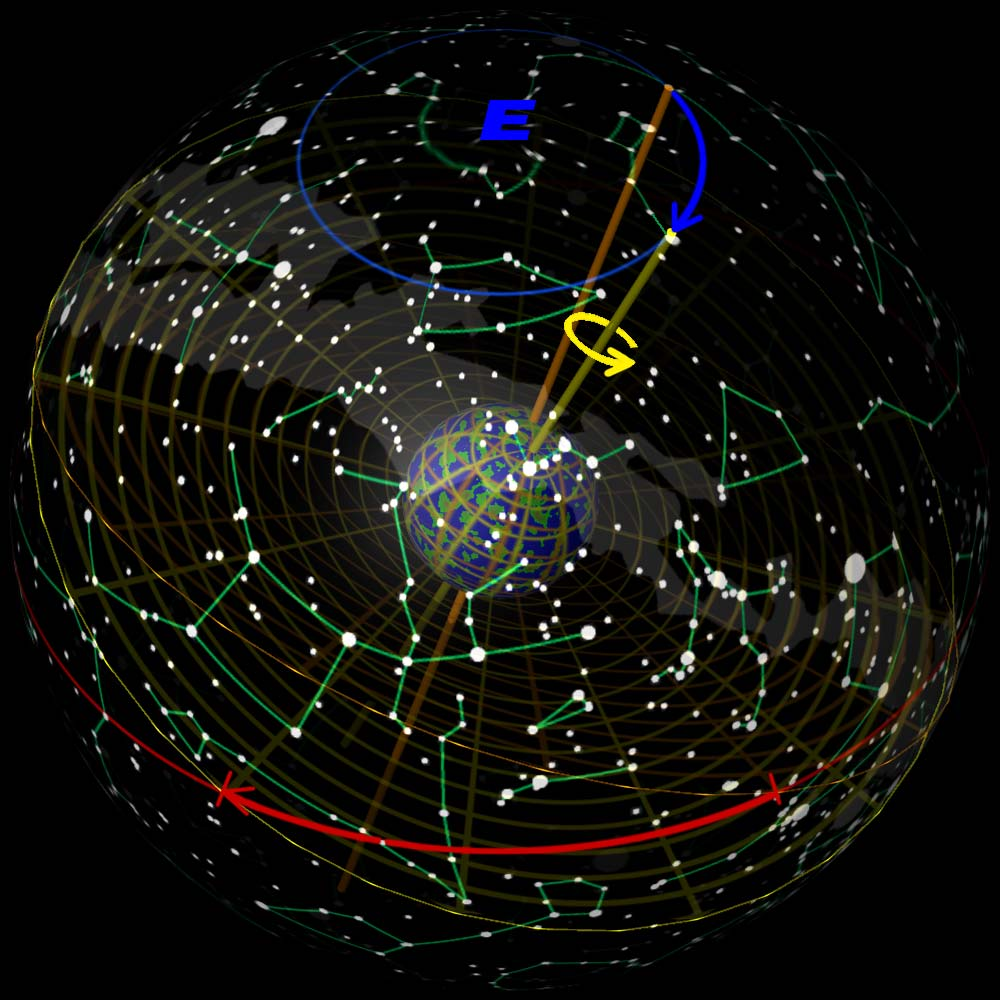
Precessional movement as seen from 'outside' the celestial sphere. The rotation axis of the Earth describes over a period of about 25,800 years a small circle (blue) among the stars, centred on the ecliptic northpole (blue E) and with an angular radius of about 23.4°: the angle known as the obliquity of the ecliptic. The orange axis was the Earth's rotation axis 5000 years ago when it pointed to the star Thuban. The yellow axis, pointing to Polaris is the situation now. Note that when the celestial sphere is seen from outside constellations appear in mirror image. Also note that the daily rotation of the Earth around its axis is opposite to the precessional rotation. When the polar axis precesses from one direction to another, then the equatorial plane of the Earth (indicated with the circular grid around the equator) and the associated celestial equator will move too. Where the celestial equator intersects the ecliptic (red line) there are the equinoxes. As seen from the drawing, the orange grid, 5000 years ago one intersection of equator and ecliptic, the vernal equinox was close to the star Aldebaran of Taurus. By now (the yellow grid) it has shifted (red arrow) to somewhere in the constellation of Pisces. Note that this is an astronomical description of the precessional movement and the vernal equinox position in a given constellation may not imply the astrological meaning of an Age carrying the same name, as they (ages and constellations) only have an exact alignment in the «first point of Aries», meaning once in each c. 25800 (Great Sidereal Year).

الأرض، بجانب إلى حركتها اليومية حول محورها وحركتها السنوية حول الشمس، هناك حركة التي تسبب في انزياح بطيء ودوري لمحور الأرض تقريبا درجة واحدة كل 72 سنة. سبب هذه الحركة الرئيسي هو قوة جذب القمر (جاذبية (فيزياء))، التي تعطي الاعتدالين الربيعي والخريفي (مبادرة محورية)حسب موقع الشمس على دائرة البروج (مسار الشمس). يتم حسابها على خلفية من النجوم الثابتة، التي تتغير تتدريجيا مع الوقت.في المصطلحات البيانية، الأرض تتصرف مثل حركة المعزل في الاعلى، والاعلى يتمايل بينما الأرض تدور. دوران الأرض يومي. دوران الأرض يتمايل ببطئ لحوالي اقل من 26000 سنة بقليل. من منظورنا على الأرض النجوم تتحرك من الغرب إلى الشرق ببطئ بمعدل درجة واحدة تقريبا كل 72 سنة. الدرجة الواحدة حوالي ضعف قطر الشمس أو القمر كما يمكننا رأيته من الأرض. الطريقة الأسهل لملاحظة هذه الحركة البطيئة للنجوم هي من خلال وقت معين من كل سنة. الوقت المعين المتستخدم بكثرة هو الاعتدال الربيعي يوم 21 مارس من كل سنة.في علم الفلك، العصر الفلكي يتم تحديده عادة من مجموعة النجوم أو من نظرية  sidereal zodiac حيث تظهر الشمس في الاعتدال الربيعي. هذه الطريقة التي استخدمها أبرخش في فترة 127 ما قبل الميلاد عندما حسب الترنح مبادرة.حيث ان كل علامة من الابراج تتكون من 30 درجة، وان كل عصر فلكي يستمر إلى حوالي 72 سنة* 30 درجة= تقريبا 2160 سنة.وهذا يعني ان الشمس تقطع خط الاستواء في الاعتدال الربيعي وتتحرك خلف النجوم الثابتة من سنة إلى أخرى بمعدل درجة واحدة كل 72 سنة، مجموعة النجوم الواحدة في حوالي 2160 سنة، والعلامات الاثنى عشر الكاملة في حوالي 25920 سنة، وتسمى في بعض الاحيان سنة افلاطونية. ومع ذلك، فان طول العصور يتناقص مع الوقت ومعدل الترنح، لذلك لايوجد عصران متساويان.